# Zygmunt Wcisło
Zygmunt Jan Wcisło ps. „Tytus” (ur. w Ostrowcu brak daty ur., zm. 13 sierpnia 1907 w Warszawie) – działacz PPS i PPS (Frakcja Rewolucyjna), członek Organizacji Bojowej PPS i PPS Frakcja Rewolucyjna. 

## Życiorys
Robotnik. Pracował w Hucie Częstochowa na Rakowie. Jako członek Organizacji Bojowej PPS brał udział w ataku na pociąg pod Herbami w dniu 28 grudnia 1906. W sierpniu 1907 był „okręgowcem” OB PPS Frakcji Rewolucyjnej w Warszawie. 13 sierpnia 1907 zginął zdradzony przez prowokatorów przed akcją uwolnienia Józefa Montwiłł-Mireckiego.
Pośmiertnie odznaczony w 1930 Krzyżem Niepodległości z Mieczami.